# Claudi Saturni
Claudi Saturni (en llatí Claudius Saturninus) va ser un jurista romà. Va viure a la primera meitat del segle ii.
Va escriure el Liber Singularis de Poenis Paganorum inserit parcialment (alguns extractes) al Digest. a l'Índex florentí aquesta obra s'atribueix a Venuleu Saturní.
Va ser nomenat pretor sota els Divi Fratres. Dos rescriptes d'Antoní Pius s'adrecen a Claudi Saturní. Un altre rescripte d'Hadrià es dirigeix també a Saturní per consultar-li un tema sobre un menor de 25 anys que havia estat nomenat tutor d'un parent, i diu que és legat a la província de la Gàl·lia Belga.
Grotius diu que el Quintus Saturninus que va escriure deu llibres Ad Edictum era una persona diferent que Claudi Saturní. Aquest Quintus Saturninus podria ser Venuleu Saturní. Ulpià reprodueix un fragment de Claudi Saturni al Digest.